# Pascal Gentil
Pascal Gentil (* 15. Mai 1973 in Paris) ist ein französischer Taekwondoin.

## Karriere
Gentils erster internationaler Erfolg war der Gewinn der Europameisterschaft 1994 in Zagreb in der Gewichtsklasse über 83 Kilogramm. Im Jahr darauf wurde er in Manila in dieser Klasse Vizeweltmeister. Im Finale unterlag er Kim Je-gyoung. Es folgten der Gewinn der Silbermedaille bei der Europameisterschaft 1996 in Helsinki sowie ein weiterer Titelerfolg bei der Europameisterschaft 1998 in Eindhoven. 1999 gewann er das olympische Qualifikationsturnier und trat bei den Olympischen Spielen 2000 in Sydney in der Gewichtsklasse bis 80 Kilogramm an. Er unterlag im Halbfinale dem späteren Olympiasieger Kim Kyong-hun mit 2:6, setzte sich anschließend aber im Kampf um Bronze gegen Khalid Al-Dosari mit K. o. durch. 2004 wurde er in Lillehammer erneut Vizeeuropameister und gewann das europäische Qualifikationsturnier für die Olympischen Spiele in Athen. Wie schon im Jahr 2000 schied Gentil im Halbfinale gegen den späteren Olympiasieger aus, erneut war es mit Moon Dae-sung ein Südkoreaner. Die anschließenden Kämpfe entschied er wiederum für sich und sicherte sich somit seine zweite olympische Bronzemedaille. Im Anschluss an die Spiele wurde er 2005 nochmals Europameister und belegte 2008 zum nunmehr dritten Mal den zweiten Platz.
Bei französischen Meisterschaften gewann er bis 2016 insgesamt 18 Titel. Er machte seinen Abschluss an der ESSEC.
2004 erhielt er den Nationalen Verdienstorden in der Offiziersklasse.